# Assemblea Nacional de Malawi
L'Assemblea Nacional de Malawi és l'òrgan legislatiu suprem de la nació. Es troba a Capital Hill, Lilongwe, al llarg de la Presidential Way. Només l'Assemblea Nacional té la supremacia legislativa i, per tant, el poder últim sobre tots els altres cossos polítics de Malawi. Al capdavant hi ha el president de la Cambra que és elegit pels seus companys. Des del 19 de juny de 2019 la presidenta és Catherine Gotani Hara.
La Constitució de 1994 preveia un Senat però el Parlament el va derogar. Per tant, Malawi té una legislatura unicameral a la pràctica. L'Assemblea Nacional té 193 membres del Parlament (diputats) que són elegits directament en circumscripcions uninominals mitjançant el sistema de majoria simple (o uninominal) i tenen mandats de cinc anys.

## Parlament actual
L'actual parlament es va inaugurar el juny de 2019 després de les eleccions generals de Malawi de 2019. Cap partit va aconseguir la majoria a la cambra. Peter Mutharika va guanyar les eleccions presidencials, però, a causa d'irregularitats, el tribunal constitucional va ordenar la repetició de les eleccions presidencials el 2020. El 24 de febrer de 2020, el Parlament va aprovar el projecte de llei de modificació de la Llei d'eleccions parlamentàries i presidencials (PPEA), va ampliar els mandats dels diputats i consellers locals un any per permetre eleccions presidencials, parlamentàries i locals harmonitzades el 2025.